# Мыс Баранова (полярная станция)
Полярная станция «Мыс Баранова» — гидрометеорологическая полярная станция на острове Большевик, архипелага Северная Земля. Одна из самых поздних открытых советских полярных станций. Первоначально называлась станцией «Прима». Была законсервирована и опечатана в 1996 году. Возвращение к работе состоялось в июне 2013 года.

## История
В 1980-х годах Владимир Баранов принимал участие в создании будущей станции. К 1986 году было окончательно выбрано место, начали возводить домики. В рамках активного освоения Арктических территорий на острове Большевик была организована полевая стационарная база Арктического и Антарктического научно-исследовательского института. Тогда станция называлась «Прима», и на ней работали около 100 ученых одновременно.
С распадом СССР в 1991 году государственное финансирование проекта было прекращено, а научная станция превратилась в турбазу «Мыс Баранова». За 5 лет автономного существования станция стала опорным пунктом для отправки на Северный полюс двух сотен туристов. Однако уже в 1996 году работа топливных станций была прекращена, а вертолеты перенаправлены в другую локацию — базу пришлось законсервировать.
Расконсервация станции началась достаточно неожиданно — государство все еще не выделяло на нее финансирование, однако в 2013 году продолжать исследования в Арктике с помощью дрейфующих станций «Северный полюс» стало невозможно из за таяния льдов. В серьезной опасности оказалась российская научно-исследовательская станция «Северный полюс-40», дрейфующая в Северном Ледовитом океане. Льдина под ней начала разрушаться, и станция могла уйти под воду вместе со всем оборудованием и 16 учёными. Среди нескольких законсервированных станций была выбрана станция «Мыс Баранова», как новое место для исследований. Атомный ледокол «Ямал» с аппаратурой эвакуированной станции «Северный полюс-40», высадил у ледяного припая вблизи мыса Баранова исследователей, где они начали расконсервацию станции. С начала лета и до середины осени 2013 года полярники полностью восстановили станцию, подготовив ее к зимовке.
В августе 2020 года на Мысе Баранова дважды была зафиксирована максимальная с 2013 года температура — +17,8 °С и +17,1 °С.

## О станции
Сегодня «Мыс Баранова» является высокоширотной арктической обсерваторией и выполняет крайне важные задачи по комплексному изучению природной среды высокоширотной Арктики в условиях меняющегося климата. На станции ведутся масштабные исследования атмосферы, ледяного покрова, выполняются океанографические, экологические, микробиологические и даже орнитологические исследования. Одна из задач обсерватории – остановить распространение загрязнения, взять его под контроль.